# Oasi di Bolgheri
Die Oasi di Bolgheri sind ein privates Naturschutzgebiet und Teil der Tenuta San Guido in Bolgheri (Ortsteil der Gemeinde Castagneto Carducci), Provinz Livorno, Italien. Der Marchese Mario Incisa della Rocchetta stellte 1959 dieses etwa 500 Hektar große Gebiet als erstes Naturschutzgebiet Italiens dem WWF Italien zur Verfügung.
Das Feuchtgebiet von internationaler Bedeutung wird von November bis Mai von Tausenden von Wasservögeln besiedelt. Unter anderem nisten hier Zwergtaucher, Purpurreiher, zahlreiche Entenarten und das Blässhuhn, außerdem machen viele Zugvögel halt, zum Beispiel der Silberreiher, die Bekassine und der Schwarzstorch.
Das Gebiet befindet sich zwischen dem dichten Pinienwald und einem weiten, dünenreichen Strand. Dieser Abschnitt der alten Maremma ist Lebensraum für Wildschweine, Damwild, Rehe, Marder, Schildkröten, Stockenten und Ringeltauben.